# N760 (België)
De N760 is een gewestweg in de Belgische provincie Limburg. Deze weg vormt de verbinding tussen Meeuwen en Vostert.
De totale lengte van de N760 bedraagt ongeveer 4 kilometer.

## Plaatsen langs de N760
- Meeuwen
- Wijshagen
- Vostert